# Brumby
Brumby è un termine utilizzato in Australia per indicare i cavalli ferali che vivono in libertà. Sebbene siano presenti in diverse aree del paese, i brumbies più noti si trovano nella regione delle Alpi australiane. La maggior parte di questi cavalli si trova nel Territorio del Nord, con la seconda popolazione più numerosa nel Queensland. Un gruppo di brumbies è comunemente chiamato "gregge" o "banda".
I brumbies sono i discendenti dei cavalli fuggiti o smarriti, risalenti in alcuni casi ai tempi dei primi coloni europei. Attualmente, essi si trovano in molte località, tra cui alcuni Parchi Nazionali, come il Parco Nazionale delle Alpi nel Victoria, il Parco Nazionale di Barrington Tops e il Parco Nazionale di Kosciuszko nel Nuovo Galles del Sud, e il Parco Nazionale di Carnarvon nel Queensland. Talvolta vengono catturati ed addomesticati per essere utilizzati come cavalli da lavoro nelle fattorie o stazioni, ma anche come cavalli da trekking, cavalli da esposizione, cavalli per il Pony Club e cavalli da piacere. La questione dei brumbies è oggetto di controversie, in quanto vengono considerati una minaccia per gli ecosistemi nativi da parte degli ambientalisti e del governo, ma allo stesso tempo sono valorizzati da chi li ritiene parte integrante del patrimonio culturale australiano. Alcuni sostenitori lavorano per prevenire il trattamento inumano o l'eliminazione di questi cavalli, cercando di trovar loro una nuova casa.
In Australia, non sono noti predatori dei cavalli selvaggi, sebbene i dinghi o cani selvatici possano occasionalmente catturare i puledri. In media, circa il 20% della popolazione di cavalli selvaggi muore ogni anno, principalmente a causa di siccità, piante velenose e parassiti. Solo pochi cavalli selvaggi raggiungono i 20 anni di età, e il tasso massimo di incremento della loro popolazione è stimato tra il 20% e il 25% all'anno.

## Origine del termine
Il termine "brumby" si riferisce a un cavallo selvaggio in Australia. Nel XIX secolo, in Australia rurale, esistevano termini precedenti per designare i cavalli selvaggi, come "clear-skins" e "scrubbers".
La prima attestazione nota dell'uso di "brumby" nel linguaggio parlato risale al 1862 ed è stata registrata nel 1896, nelle pianure vicino al fiume Barwon e al fiume Narran nel Nuovo Galles del Sud. Le due più antiche comparse note in stampa provengono da Walgett, Nuovo Galles del Sud, nel 1871 e St. George, Queensland, nel 1874. Le successive due, scritte in forma di lettere al giornale The Queenslander nel 1874 e nel 1875, provengono da un'autonominata "cacciatore di brumby" che viveva a Boobera, vicino a Goondiwindi, poco più a est. Nei primi due articoli, "brumby" viene utilizzato in metafore con la connotazione di un animale inferiore, mentre le due lettere provenienti da Boobera descrivono il problema dei brumby e raffigurano le difficoltà del cacciatore di brumby.
Complessivamente, nei dieci anni successivi alla prima apparizione (nel 1871), una ricerca su Trove nei giornali australiani ha trovato soltanto altre 23 pubblicazioni che utilizzano il termine "brumby" con il significato di cavallo selvaggio, oltre a cinque casi in cui uno di questi articoli è stato copiato su un altro giornale. Quattro di questi casi si riferiscono a un articolo intitolato "Brumbie Shooting" dall'Almanacco di Munro Port Curtis e Compagnia dei minatori e coloni per il 1876. In tutti e 15 dei 24 articoli si fa riferimento a "brumby shooting" o alla caccia ai brumby.
In generale, da questi articoli emerge che "brumby" era una parola nuova e quindi probabilmente sconosciuta ai lettori di giornali dell'epoca (cioè gli anni '70 del XIX secolo). Un articolo menziona un gruppo di "scrubbers" o, come sono stati chiamati negli ultimi tempi, "brumbies", e un altro chiede se i lettori della città sanno cosa sia, o chi sia, un "brumbie". Significa semplicemente un cavallo selvaggio. Altri articoli seguono la parola "brumby" con il significato di solitamente cavallo selvaggio o cavallo senza marchio, alcuni aggiungono che è una parola del bush o del Queensland.
La rivista The Australasian di Melbourne nel 1880 afferma che "brumbies" era il nome bush in Queensland per i cavalli "selvaggi". Nel 1885, la rivista Once a Month suggerisce che "brumbies" sia un termine del Nuovo Galles del Sud, e il poeta Banjo Paterson afferma nell'introduzione del suo poema Brumby's Run, pubblicato sul Bulletin nel 1894, che "brumby" è la parola aborigena per un cavallo selvaggio. La sua derivazione è oscura, e potrebbe derivare da una o più delle seguenti possibilità:
1. Cavalli lasciati indietro dal Sergente James Brumby dalla sua proprietà a Mulgrave Place nel Nuovo Galles del Sud, quando partì per la Tasmania nel 1804.
2. Una parola aborigena "baroomby" che significa "selvaggio" nella lingua degli indigeni Pitjara lungo i fiumi Warrego e Nogoa nel Queensland meridionale. Si suppone che il termine si sia diffuso da quella regione intorno al 1864.
3. Una lettera del 1896 al The Sydney Morning Herald afferma che "baroombie" è la parola per "cavallo" tra gli aborigeni dei fiumi Balonne, Nebine, Warrego e Bulloo.
4. "Baramba", che era il nome di un corso d'acqua e di una tenuta nel distretto del Burnett nel Queensland, fondata negli anni '40 dell'Ottocento e successivamente abbandonata, lasciando molti dei cavalli liberi nella natura.
5. È stato anche suggerito che il nome derivi dalla parola irlandese "bromach" o "bromaigh", che significa "puledro".

## Storia

### I primi cavalli in Australia
I cavalli fecero la loro prima comparsa in Australia nel 1788 con la Prima Flotta. Furono importati per il lavoro agricolo e l'utilità; l'equitazione ricreativa e le corse non erano attività principali. Entro il 1800, si ritiene che in Australia fossero giunti solo circa 200 cavalli. Le corse di cavalli divennero popolari intorno al 1810, portando a un afflusso di importazioni di purosangue, principalmente dall'Inghilterra. Circa 3.500 cavalli vivevano in Australia entro il 1820, e questo numero era cresciuto a 160.000 entro il 1850, principalmente a causa della riproduzione naturale. Il lungo viaggio via mare dall'Inghilterra, dall'Europa e dall'Asia significava che solo i cavalli più robusti sopravvivevano al viaggio, creando un ceppo australiano particolarmente sano e forte, il che ha contribuito alla loro capacità di prosperare.

### L'origine dei branchi di cavalli selvaggi
L'arrivo dei cavalli in Australia è avvenuto probabilmente principalmente nella regione di Sydney fino all'inizio del XIX secolo, quando i coloni attraversarono per la prima volta le Blue Mountains e iniziarono l'espansione nell'entroterra. I cavalli erano necessari per gli spostamenti e per il trasporto di bestiame e pecore, in quanto l'industria pastorale cresceva. La prima segnalazione di un cavallo fuggito risale al 1804, e negli anni '40 alcuni cavalli erano fuggiti dalle regioni stabilite dell'Australia. È probabile che alcuni siano fuggiti perché le recinzioni non erano state installate correttamente, quando esistevano recinzioni, ma si ritiene che la maggior parte dei cavalli australiani sia diventata selvaggia perché è stata rilasciata in natura e lasciata a cavarsela da sola. Questo potrebbe essere stato il risultato dell'abbandono dei loro insediamenti da parte degli allevatori e, di conseguenza, dei loro cavalli, a causa delle condizioni aride e della terra sconosciuta che rendevano l'agricoltura in Australia particolarmente difficile. Dopo la prima guerra mondiale, la domanda di cavalli da parte delle forze di difesa diminuì con la crescita della meccanizzazione, il che portò all'aumento del numero di animali indesiderati che venivano spesso liberati. Nel corso del XX secolo, la sostituzione dei cavalli con macchine nell'agricoltura ha ulteriormente ridotto la domanda e potrebbe aver contribuito anche all'aumento delle popolazioni selvagge.
In epoca contemporanea, in Australia ci sono almeno 400.000 cavalli che vagano per il continente. Si stima inoltre che, durante i periodi senza siccità, la popolazione di cavalli selvaggi aumenti al ritmo del 20 percento all'anno. Le condizioni di siccità e gli incendi sono minacce naturali. Nonostante il numero di popolazione, i cavalli selvaggi sono generalmente considerati una piaga moderata. Dove sono autorizzati a danneggiare la vegetazione e causare erosione, l'impatto sull'ambiente è significativo, e per questo motivo può essere considerato una seria minaccia ambientale. Tuttavia, poiché hanno anche un valore culturale e potenziale valore economico, la gestione dei brumbies presenta una questione complessa.
Si ritiene che i brumbies che vagano sulle Alpi australiane del sud-est dell'Australia siano discendenti dei cavalli che appartenevano all'allevatore e pioniere Benjamin Boyd. I cavalli selvaggi nel Barmah National Park provengono principalmente da esemplari rilasciati da un allevatore di cavalli locale dopo il 1952; non c'era una popolazione significativa a lungo termine di cavalli "selvaggi" nell'area del parco prima di quella data.

## I brumbies di Pangaré
Sulla costa a sud di Geraldton, nell'Australia Occidentale, i brumbies locali sono conosciuti come "pony di Pangaré", poiché sembrano portare il raro gene di Pangaré. Questa colorazione è comunemente conosciuta come "mealy" ed è osservata principalmente in alcune razze antiche come i pony britannici, i pony di Timor, gli Haflinger e persino i cavalli da tiro belgi. Il gene provoca un'azione di schiarimento in alcune parti del mantello del cavallo, dando luogo a un muso di colore chiaro, avambracci, fianchi e ventre. Talvolta è presente nei cavalli castani con crini e code di colore biondo paglierino.
I brumbies di Pangaré sembrano essersi adattati bene al loro ambiente costiero, dove si nutrono di "saltbush" (arbusti salati) senza sembrare arrecare danni all'ambiente. Il Dipartimento dell'Ambiente e della Conservazione e l'Outback Heritage Horse Association of Western Australia (OHHAWA) monitorano attentamente questi brumbies particolari per garantire una gestione oculata di questi insoliti cavalli selvaggi.

## Impatto ambientale
I cavalli sono stati descritti come piaga in Australia negli anni '60 del XIX secolo. Il loro impatto ambientale può includere la perdita di suolo, la compattazione e l'erosione del suolo, il calpestio della vegetazione, la riduzione delle specie vegetali, l'aumento della mortalità degli alberi causato dal mordicchiare della corteccia, il danneggiamento degli habitat paludosi e delle pozze d'acqua, la diffusione di erbe invasive e vari effetti dannosi sulle popolazioni di specie native. In alcuni casi, quando i cavalli selvaggi vengono spaventati, possono causare danni all'infrastruttura, inclusi abbeveratoi, condutture e recinzioni. Tuttavia, i brumbies vengono anche riconosciuti per il contributo al mantenimento di sentieri e percorsi liberi per escursionisti e veicoli di servizio in alcune aree. Negli ultimi anni, l'impatto degli incendi boschivi ha aggravato l'impatto dei brumbies, poiché le specie native faticano ad adattarsi ai cambiamenti climatici.
La distribuzione dei brumbies in Australia In alcuni habitat, gli zoccoli dei cavalli in libertà compattano il suolo e, quando il suolo è compatto, gli spazi d'aria sono minimizzati, non lasciando spazio per la raccolta dell'acqua. Quando ciò accade, il suolo nelle aree dove sono presenti i cavalli ha una resistenza alla penetrazione dell'acqua oltre 15 volte superiore rispetto alle aree senza cavalli. Il calpestio causa anche erosione del suolo e danni alla vegetazione, e poiché il suolo non può trattenere l'acqua, ne viene ostacolata la crescita. Il calpestio dei cavalli può anche danneggiare corsi d'acqua e habitat paludosi. Il calpestio vicino ai corsi d'acqua aumenta il deflusso, riducendo la qualità dell'acqua e causando danni all'ecosistema del corso d'acqua. Le carcasse dei cavalli selvaggi che muoiono contribuiscono all'impatto ambientale negativo dei cavalli selvaggi in Australia.
Le aree alpine, come quelle del Parco Nazionale di Kosciuszko, sono particolarmente a rischio; la flora alpina a bassa crescita è altamente vulnerabile al calpestio, e le brevi estati significano poco tempo per la crescita e il recupero delle piante danneggiate. La biodiversità in queste aree è elevata, con 853 specie vegetali, di cui 21 si trovano solo in quei luoghi. L'erosione nelle zone carsiche calcaree porta al deflusso e all'accumulo di sedimenti. Il muschio di Sphagnum è un componente importante dei paludi alpine, ed è calpestato dai cavalli in cerca d'acqua.
I cavalli selvaggi possono anche ridurre la ricchezza delle specie vegetali. L'esposizione del suolo causata dal calpestio e la rimozione della vegetazione tramite il pascolo, combinata con l'aumento dei nutrienti riciclati dalle feci dei cavalli, favoriscono le specie infestanti, che invadono poi la regione e sopraffanno le specie native, riducendone la diversità. La dispersione delle erbe infestanti è agevolata dall'attaccamento dei semi alla criniera e alla coda dei cavalli, e viene anche trasferita tramite le feci dei cavalli dopo aver consumato erbe in un luogo e averle espulse in un altro. Sebbene gli effetti delle erbe che effettivamente germinano dopo il trasferimento tramite le feci siano oggetto di dibattito, il fatto che un gran numero di specie infestanti venga diffuse in questo modo è motivo di preoccupazione per coloro interessati alla sopravvivenza delle specie vegetali native in Australia. Gli effetti sulle piante e sugli habitat vegetali sono più evidenti durante le siccità, quando i cavalli percorrono maggiori distanze per trovare cibo e acqua. Consumano la vegetazione già minacciata e limitata, e i loro effetti negativi si diffondono ulteriormente. I cavalli selvaggi possono anche mordere la corteccia degli alberi, il che può rendere alcuni alberi vulnerabili a minacce esterne. Ciò è accaduto durante le siccità, tra le specie di eucalipti sul plateau di Red Range. Sembra che i cavalli selvaggi possano preferire queste specie.

## Interazione con altre specie animali
Le modifiche nella vegetazione che si verificano quando i cavalli selvaggi proliferano in una regione influenzano le specie di uccelli rimuovendo le piante di cui si nutrono, oltre a modificare l'habitat degli uccelli e delle loro prede. Il pascolo dei cavalli selvaggi è anche collegato a una diminuzione dei rettili e degli anfibi a causa della perdita di habitat. Inoltre, il pascolo e il calpestio vicino ai corsi d'acqua influenzano la fauna acquatica. Nelle aree frequentate dai cavalli, le densità di granchi sono più elevate, aumentando la propensione alla predazione dei pesci. Di conseguenza, le densità di pesci diminuiscono poiché l'eliminazione della vegetazione li rende più suscettibili alla predazione.
Nelle aree in cui i cavalli abbondano, le popolazioni di macropodi sono meno diffuse. Ciò è molto probabilmente dovuto al consumo da parte dei cavalli della vegetazione di cui normalmente si nutrono i macropodi. Quando i cavalli vengono rimossi, aumentano le segnalazioni della presenza di vari macropodi, in particolare il wallaby dal piede nero. Di conseguenza, la competizione con i cavalli potrebbe essere la ragione della diminuzione delle popolazioni di macropodi in determinate aree.
Le popolazioni di brumbies possono anche avere il potenziale per trasmettere malattie zoonotiche ed esotiche, come l'influenza equina e la peste equina africana, a cavalli domestici e ad altre specie animali, compresi gli esseri umani. Possono anche portare la febbre da zecca, che può essere trasmessa sia a cavalli che a bovini. Le malattie possono causare alte mortalità e perdite finanziarie tra le popolazioni domestiche, spingendo molti agricoltori a richiedere la gestione regolamentata dei cavalli selvaggi.
Come tutti gli animali da allevamento, i brumbies possono portare il parassita Cryptosporidium parvum, che può causare gravi gastroenteriti nelle persone se ingerito attraverso l'acqua contaminata.

## Gestione della popolazione
Sebbene una gestione inadeguata dei cavalli selvaggi possa costituire una minaccia ecologica ed ambientale in alcune parti dell'Australia, la loro gestione è resa difficile da questioni di fattibilità e preoccupazione pubblica. Attualmente, i tentativi di gestione variano, poiché i cavalli selvaggi sono considerati parassiti in alcuni stati, come il Sud Australia, ma non in altri, tra cui il Queensland. C'è anche controversia sulla rimozione dei brumbies dai Parchi Nazionali. L'argomento principale a favore della rimozione dei brumbies è che essi influiscono sugli ecosistemi fragili e danneggiano e distruggono flora e fauna native in pericolo.
La preoccupazione del pubblico è un problema rilevante negli sforzi di controllo, poiché molti difendono la protezione dei brumbies, compresi alcuni aborigeni che credono che i cavalli selvaggi appartengano al paese. Altri gruppi di interesse equestri si oppongono fermamente all'etichettatura dei cavalli come "selvaggi" e sono completamente contrari a misure che minacciano la loro sopravvivenza. Mentre alcuni gruppi per il benessere degli animali, come la RSPCA, accettano riluttantemente il controllo attraverso il prelievo, altre organizzazioni, come Save the Brumbies, si oppongono alle tecniche letali e cercano di organizzare la ricollocazione degli animali.
Nel frattempo, gruppi conservazionisti, come la Fondazione Australiana per la Conservazione, favoriscono l'abbattimento umano come mezzo di controllo a causa dei danni che la sovrappopolazione dei brumbies può causare alla flora e alla fauna native, ma sono anche generalmente contrari a varie forme di sterminio. Ciò rende la gestione una sfida per i responsabili delle politiche.

### Metodi di controllo della popolazione
Le opzioni per il controllo della popolazione includono il controllo della fertilità, il prelievo tramite terra ed elicottero, la cattura e l'abbattimento. Nessuno dei metodi offre una completa libertà dalla sofferenza per i cavalli, e il costo di ognuno è molto elevato. I costi includono quelli di natura economica, come la ricerca, l'acquisto di attrezzature e le spese per la manodopera, oltre alle preoccupazioni morali sul benessere dei cavalli. Di conseguenza, si è richiesta l'adozione di mezzi di controllo più efficaci ed efficienti.
Il controllo della fertilità è un metodo non letale di gestione della popolazione che è generalmente considerato il trattamento più umano, ed è sostenuto dalla RSPCA. Sebbene sembri che questi trattamenti siano efficaci nella stagione riproduttiva immediatamente successiva all'iniezione, gli effetti duraturi sono oggetto di dibattito. Poiché è costoso e difficile trattare gli animali ripetutamente, questo metodo, sebbene ideale, non è ampiamente attuato.
Lo sparo da parte di tiratori addestrati è considerato il metodo più pratico di controllo a causa della sua efficacia. Il Dipartimento delle Industrie Primarie del NSW ritiene che lo sparo sia il metodo preferito di controllo della popolazione poiché non sottopone i cavalli agli stress del raduno, della raccolta in recinti e del trasporto a lunga distanza, tutti collegati ai metodi di "cattura e rimozione". I cavalli che sono solo feriti inizialmente durante lo sparo vengono seguiti e abbattuti se si trovano in una zona accessibile e aperta. I gruppi a difesa dei brumbies non ritengono che lo sparo in montagna sia umano. Lo sparo da elicottero consente di effettuare una ricognizione aerea di un'ampia area per individuare le popolazioni più dense, e i cacciatori possono avvicinarsi abbastanza agli animali bersaglio per garantirne l'eliminazione. Questo metodo è considerato il mezzo più efficace ed efficiente di controllo, ma è oggetto di forte disapprovazione da parte di coloro che lo ritengono disumano. Le organizzazioni a sostegno dei brumbies sostengono che lo sparo aereo è superfluo e che non sono stati condotti sufficienti test su alternative ai metodi di controllo della popolazione, mentre gli ufficiali governativi esprimono preoccupazione per la necessità di controllare popolazioni in rapida crescita al fine di evitare problemi ecologici associati a un eccesso di cavalli selvaggi in determinate aree.
Il raduno è un processo intensivo in termini di manodopera che porta a uno dei due principali risultati: macellazione per la vendita o ricollocazione. Può essere assistito da un'esca alimentare in cui balle di fieno vengono strategicamente posizionate per attirare i cavalli selvaggi in una posizione in cui la cattura è fattibile. A complicare questo processo è la scarsa domanda per i cavalli catturati, rendendolo meno desiderabile rispetto al controllo della fertilità o allo sparo, che riducono la popolazione senza dover trovare luoghi alternativi per loro.

### Gestione nei parchi nazionali
A partire dal 2023, il numero stimato di brumbies nel Parco Nazionale di Kosciuszko è di 18.000, in aumento rispetto ai 14.000 del 2020.
Tra il 22 e il 24 ottobre 2000, circa 600 brumbies furono abbattuti nel Parco Nazionale di Guy Fawkes River dal National Parks and Wildlife Service. A seguito delle proteste pubbliche che ne seguirono, il governo del Nuovo Galles del Sud istituì un comitato direttivo per esaminare metodi alternativi di controllo. Sin dall'inizio della campagna per rimuovere i cavalli dal parco nazionale, ne sono stati catturati più di 400 e portati via dal parco, e 200 di essi sono stati ricollocati.
Un particolare cavallo selvaggio dell'Australia, il pony di Coffin Bay, è stato completamente rimosso dal Parco Nazionale di Coffin Bay e trasferito in una proprietà confinante entro il 2004. Ciò è stato il risultato delle proteste pubbliche contro un piano precedentemente proposto dal Dipartimento dell'Ambiente e delle Risorse Naturali del Sud Australia di abbattere tutti gli animali nel parco.
Un abbattimento effettuato dal NSW National Parks and Wildlife Service durante il 2006 e il 2007 nel Parco Nazionale di Kosciuszko, dove nel 2005 si stimava ci fossero 1700 cavalli, ha comportato una riduzione di 64 cavalli. Il NSW National Parks and Wildlife Service ha avviato un piano nel 2007 per ridurre il numero di brumbies attraverso la cattura passiva nel Parco Nazionale di Oxley Wild Rivers. Oltre 60 brumbies catturati nella gola del fiume Apsley sono stati ricollocati.
Nel 2008 è avvenuta la terza fase di abbattimento aereo di brumbies, con il cibo di 700 cavalli da un elicottero, nel Carnarvon Gorge all'interno del Carnarvon National Park, Queensland.

## Nella cultura nazionale
I brumbies sono considerati parte della storia coloniale dell'Australia e, come tale, il loro retaggio storico è politicamente controverso quanto il loro impatto biologico. I sostenitori della conservazione dei brumbies, specialmente coloro che vivono in aree rurali, li considerano parte integrante della loro cultura e del loro patrimonio. Altri li vedono come un vestigio della colonizzazione, riflesso della spossessione della custodia della terra e della cultura degli aborigeni.
I brumbies, chiamati "cavalli selvaggi del bush", sono menzionati nel poema di Banjo Paterson intitolato L'uomo di Snowy River. Questo poema è stato ampliato nei film L'uomo del fiume nevoso e The Man from Snowy River II (conosciuto anche come Return to Snowy River negli Stati Uniti e The Untamed nel Regno Unito), oltre alla serie televisiva La saga dei McGregor e lo spettacolo The Man from Snowy River: Arena Spectacular. Un altro poema di Banjo Paterson, chiamato Brumby's Run, descrive una mandria di brumbies che galoppano liberamente. Paterson fu ispirato a scrivere il poema quando lesse di un giudice della Corte Suprema del Nuovo Galles del Sud che, sentendo parlare dei cavalli brumby, chiese: "Chi è Brumby e dov'è il suo Run?".
I popolari libri Silver Brumby scritti da Elyne Mitchell erano destinati a bambini e giovani adulti. Le storie descrivono le avventure di Thowra, uno stallone brumby. Queste storie sono state adattate e trasformate in un film omonimo (noto anche come The Silver Stallion: King of the Wild Brumbies), con Russell Crowe e Caroline Goodall. I libri sono stati anche utilizzati come base per una serie televisiva animata per bambini.
Il brumby è stato adottato come emblema nel 1996 dalla ACT Brumbies, una squadra di rugby union con sede a Canberra, che gareggiava in quello che all'epoca era noto come Super 12, ora Super Rugby. In ambito automobilistico, Subaru ha venduto in Australia un piccolo veicolo coupé con il nome del modello Brumby. In altri mercati era conosciuto con vari altri nomi, tra cui Shifter, 284 e BRAT.